# یواس‌اس گاردین (وای‌ای‌جی‌آر-۱)
یواس‌اس گاردین (وای‌ای‌جی‌آر-۱) (به انگلیسی: USS Guardian (YAGR-1)) یک کشتی بود که طول آن ۴۴۱ فوت ۶ اینچ (۱۳۴٫۵۷ متر) بود. این کشتی در سال ۱۹۴۵ ساخته شد.